# Fiber Distributed Data Interface
Fiber Distributed Data Interface, FDDI är en ANSI- och ISO-standard för dataöverföring med fiberoptik med en hastighet av upp till 100 Mbit/s. FDDI använder sig av dubbla ringar och är baserat på turordningsnät (så kallad tokenring). FDDI används ofta i backbonelänkar i WAN.
FDDI har större paketstorlek än Ethernet, ungefär 4000 byte mot ungefär 1500. Detta var en fördel vid den tid när processorkraften var begränsad, eftersom det kräver mindre processorkraft att hantera få stora paket än flera små. Numera spelar detta knappast någon större roll för 100 Mbit/s. För 1000 Mbit/s har man dock numera även i Ethernet stöd för större paketstorlekar för att få ner processoranvändningen. 
1994 utökades standarden till att också fungera över partvinnad kopparkabel, skärmad (STP) eller oskärmad (UTP). Denna variant brukar kallas för CDDI.